# Хуйтинен
Хуйтинен (на фински: Huittinen) е град в югозападна Финландия, част от областта Сатакунта. Населението му е около 10 000 души (2017).
Разположен е на 49 метра надморска височина в Източноботническата равнина, на 60 километра югоизточно от Пори и на 70 километра югозападно от Тампере. Селището се споменава за пръв път през 1414 година, а в средата на XIX век се развива като транспортен възел при пресичането на главните пътища Хелзинки-Пори и Турку-Тампере.

## Известни личности
Родени в Хуйтинен
- Ристо Рюти (1889 – 1956), политик